# Списак српских перформанс уметника
Следи списак уметника из Србије који се баве перформанс уметношћу.
|  |  |  |  |  |  |  |  |  |  |  |  |  |  |  |  |  |  |  |  |  |  |  |  |  |  |  |  |  |  |

## A
- Ан-ЛТД Арт
- Ана Крстић
- Ана Бастаћ
- Ана Миловановић
- Александра Дејановић
- Александар Јестровић Јамездин

## Б
- Брацо Димитријевић
- Бојан Ђорђев
- Бојана Ромић

## В
- Војислав Радовановић
- Владан Јеремић

## Г
- Гера Урком
- Габријел Савић Ра
- Група КВАРТ
- Гера Грозданић
- Група Годо
- Горан Трбуљак
- Група Шкарт

## Д
- Драгољуб Раша Тодосијевић
- Добрица Камперелић
- Милован Де Стил Марковић

## Е
- Ера Миливојевић
- Екипа А3

## З
- Зоран Поповић
- Зоран Тодоровић

## И
- Ивана Стојаковић
- Илија Шошкић
- Иван Правдић

## Ј
- Јована Димитријевић
- Јелица Обођан

## Л
- Лидија Антоновић

## М
- Марина Абрамовић
- Миша Мипи Савић
- Милорад Филимирович Филимир
- Милица Томић
- Марко Нектан
- Милица Лапчевић
- Марија Маргот
- Милица Ружичић

## Н
- Нела Антоновић
- Ненад Богдановић, мултимедијални уметник
- Ненад Глишић

## О
- Олга Глишин

## П
- Предраг Радованчевић
- Предраг Шиђанин

## Р
- Рабер Грифит
- Рената Бујић
- Радомир Станчић
- Радомир Дамњановић Дамјан

## С
- Саша Стојановић
- Слађана Савић
- Славко Матковић
- Селена Савић
- Славко Тимотијевић
- Синиша Савић
- Спартак Дулић

## Т
- Тања Остојић
- Татјана Бајовић
- Тијана Тркулја
- Теорија Која Хода

## У
- Урош Ђурић

## Џ
- Џони Рацковић